# Ginásio Poliesportivo Henrique Villaboim
O Ginásio Poliesportivo Henrique Villaboim é um ginásio poliesportivo localizado no bairro da Pinheiros, no município de São Paulo, no estado de São Paulo, Brasil, com capacidade para 850 espectadores. 
É palco das partidas de voleibol do EC Pinheiros e de outras modalidades deste clube.